# 神楽倭
神楽倭（かぐらい）とは、ダンス、アクション、競技、サーカスアーツ等の様々な分野のトップクラスが集う総合パフォーマンス集団である。

## 概要
永続的に展開可能な未だかつてない「文化産業」をつくるという使命のもと、2015年1月に株式会社エコLOVEにて、神楽倭KAGURAIは結成された。
「“学び”とは、最高のエンターテインメント」をコンセプトに、ハイレベルなパフォーマンスで言葉の壁を越え、「文化の伝道師」として日本の文化を世界中に伝えるべく、活動をすすめている。
神楽倭（entertainment+Japan）という名前には、新しい日本のエンターテインメントを創りたいという想いが込められている。

## 所属パフォーマー

### 神戸 豊
Yutaka Kambe（かんべ　ゆたか）
ジャンル：エクストリームマーシャルアーツ
幼少より様々な武道とスポーツを習得。20歳からテーマパークでのショー出演を始めブラジルにカポエィラの修行やオーストラリアへの語学留学を経て上京。
世界中で注目されているパフォーマンス「エクストリーム マーシャルアーツ」を始め、日本人初、登竜門の審査を通過とインストラクター資格を取得。日本におけるパイオニアとして競技の普及活動を行っている。
またアクション俳優としても活動し、映画「黒帯」やNHKBSドラマ「アイアングランマ」にレギュラー出演。ゲームCGのモーションアクターを数多くつとめ、XPERIAのCMに起用される。
神楽倭のリーダーとして、日本文化を世界に発信すると同時に文化産業の創造に力を尽くしている。
《主な受賞歴》
2012年　エクストリームマーシャルアーツ全日本大会、エクストリーム部門優勝	

### 村岡 友憲
Tomonori Muraoka（むらおか　とものり）
ジャンル：エクストリームマーシャルアーツ
19歳よりジャパンアクションエンタープライズ(旧JAC)に所属、アクション、アクロバット、殺陣、フリーフォールを学び、さまざま映像や、ショーで舞台出演などの経験を経て、2013年エクストリームマーシャルアーツ全日本大会、クリエイティブ部門優勝。
また、自身の経験を生かし、東京タワー内の「ラブスポ東京」にてアクロバットクラス講師、バク転クラス講師を担当しながら、パフォーマーがより輝ける場所を作っていきたいという思いで、文化産業としてのエンターテイメントを創造するべく活動中。
《主な受賞歴》
2013年　エクストリームマーシャルアーツ全日本大会、クリエイティブ部門優勝
2014年　エクストリームマーシャルアーツ全日本大会、クリエイティブ部門優勝

### 米盛 正人
Masahito Yonemori（よねもり　まさひと） ジャンル：コミカルアクロバットパフォーマー
元 倉田プロモーション所属でアクションや殺陣を学び、後に数々のイベントやショーなどで国内外の舞台でコミカルなアクロバットとパフォーマーとして出演。
現在は、エンターテイメント集団『神楽倭KAGURAI』メンバーとして活躍するほか、東京タワー内の『LOVEスポ東京』にて、アクロバット＆バク転クラスの講師を務める。
コミカルアクロバットパフォーマーとして、世界中にエネルギーや喜びや感動を届けるために活動中。
《芸歴》
映画：ウルトラマンティガ外伝 他
TV：とんねるずのみなさんのおかげです、海筋肉王〜バイキング〜他
CM：NTT DOCOMO 東海 （主役）他
雑誌：月刊 EXILE
MV：あやまんJAPAN×オリラジ藤森 「失恋ベイビー」（忍者役）
舞台：マッスルミュージカル（2004ー2011）
GACKTオールプロデュース・義経秘伝 〜第二章〜 他

### 須郷 真弥
Maya Sugo（すごう　まや）
ジャンル：ユニサイクル（一輪車）
8歳から名門・豊田児童センター（青森県弘前市）で一輪車を学び、ソロ・ペア・グループ演技部門においてそれぞれ総合優勝の経験を持つ女子ユニサイクリストの第一人者。
2001年には、ソロ演技部門においてわずか13歳で総合優勝に輝き、その後2003年までに3連覇を達成する。国際大会においても各部門で賞を受賞し、2006年には日本人女性史上3人目となる「ソロエキスパート部門」世界チャンピオンとなる。全日本大会演技部門の審査員としての活動のほか、コーチとして初心者から全日本出場レベルの選手まで、多くの子どもたちの指導に当たっている。
《主な受賞歴》
2001年-2003年	全日本一輪車競技大会（3連覇）
2004年　	国際一輪車競技大会（於東京）
　　　	グループ 優勝、ソロ女子エキスパート部門 第3位
2005年　	国際一輪車競技大会（於東京）
　　　　　グループ 総合優勝、ペア演技 優勝、ソロ女子エキスパート部門 第2位
2006年　	国際一輪車競技大会（於スイス）
　　　　　ソロ女子エキスパート部門 優勝、グループ優勝

### 丸山 莉加
Rika Maruyama（まるやま　りか）
ジャンル：コントーション
5歳で新体操を始め、藤村女子高等学校を卒業時に引退。持ち味である柔軟性を生かす方法を探していたところ、あらゆる方向へ身体を曲げてみせる「コントーション」に出会う。新体操で培ったバランス技も組み合わせ、究極の肉体的神秘を追求し、日々柔軟性に磨きをかけている。
現在は「神楽倭KAGURAI」のメンバーとして活動し、数々のイベント、ショーで披露する。
また、「サディスティックサーカス」や横浜大桟橋でのキャンドルイベントなどにも出演。
日本に数少ないコントーションのパフォーマーとして精力的に活動中。

### 西田 直樹
Naoki Nishida（にしだ　なおき）
ジャンル：アクロバットパフォーマー
小学4年生の時から新体操を始め中学、高校で全国大会優勝。
男子新体操の名門、国士舘大学に進学し、1年生でレギュラー入りし全日本選手権で団体優勝などの活躍。
大学卒業後はアクロバットを武器に様々な舞台やイベントに出演。
《出演作品》
舞台：『タンブリングvol.3.4.ファイナル』『戦国BASARAシリーズ』『一騎当千』『銀河英雄伝説 第3章 内乱』『REVELATION GARDEN スパルタクスの反乱』『まほろばかなた』
ミュージカル：『SAMURAI7』

### 難波 諒太
Ryouta Namba（なんば　りょうた）
ジャンル：アクロバットパフォーマー
高校生の頃に新体操と出会い、数多くの大会へ出場。
新体操歴6年目で新体操の強豪校国士舘大学の団体キャプテンへ就任しチームをまとめあげ、全日本選手権大会で3位の成績を修める。
引退後も創作ダンスとタンブリングを融合した新しいジャンルのパフォーマーとして活動している。
アクロバティックな動きや、高く速いタンブリングが自慢の武器。
《出演歴》
TV：ウルトラマンダッシュ、スポルト、ABChanZoo　等

## 主な出演実績
- 2015年
  - 1月14日　株式会社パソナグループ　プログレスミーティング
  - 1月23日　2015年開運新年会
  - 3月9日　東京タワー記者発表会・懇親会
  - 4月19日　丹後王国「食のみやこ」リニューアルオープン
  - 4月24日　TOWER'S DINER Dinner SHOW
  - 6月13日　上海国際映画祭　ショー＆交流会[1]
  - 6月14日　上海国際映画祭　オープニングセレモニー、レセプションパーティー